# Nerviano
Nerviano là một đô thị ở tỉnh Milano, vùng Lombardia của Italia, khoảng15 km về phía tây bắc của Milano. Tại thời điểm ngày 31 tháng 12 năm 2004, đô thị này có dân số17.523 và diện tích là 13,5 km².
Đô thị Nerviano gồm cácfrazioni (đơn vị cấp dưới, chủ yếu là thôn làng) Garbatola, Sant'Ilario, Villanova, Cantone, and Costa S. Lorenzo.
Nerviano giáp các đô thị: Cerro Maggiore, Origgio, Lainate, Parabiago, Pogliano Milanese, Arluno.